# Grijswangalcippe
De grijswangalcippe (Alcippe morrisonia) is een zangvogel uit de familie Alcippeidae.

## Verspreiding en leefgebied
Deze soort is endemisch in Taiwan.